# I'm on Fire
I'm on Fire è un singolo del cantautore statunitense Bruce Springsteen, pubblicato il 6 febbraio 1985 come quarto estratto dal settimo album in studio Born in the U.S.A..

## Descrizione
I'm on Fire è stato registrato nel febbraio 1982 durante la prima sessione di registrazione di Born In The USA. Ciò è avvenuto in modo estemporaneo quando Springsteen ha iniziato a suonare una chitarra lenta per alcuni testi che aveva, alcuni dei quali erano stati scritti per Spanish Eyes (che sarebbe poi apparsa su The Promise) e il batterista Max Weinberg e il tastierista Roy Bittan, sentendolo per la prima volta, crearono un accompagnamento sul momento. Il risultato è stato un numero lunatico che fonde un morbido ritmo soft rock, un testo costruito intorno alla tensione sessuale e sintetizzatori in un insieme efficace; fu uno dei primi usi di quello strumento nella musica di Springsteen.
La canzone raggiunse la posizione numero 6 nella classifica Billboard Hot 100 pop singles all'inizio del 1985. Era la quarta di una serie di sette top 10 hit da record che uscirono da Born in the USA. Il singolo raggiunse il numero 1 in Olanda per 3 settimane nell'agosto del 1985, nello stesso periodo in cui altri due singoli di Springsteen ("Dancing in the Dark" e "Born in the USA") occupavano la Top 12.
A differenza dei primi tre singoli dell'album, non sono stati realizzati remix per "I'm on Fire" (né sono stati realizzati per nessuno dei successivi singoli pubblicati).

## Classifiche
| Classifica (1985) | Posizione massima |
| ----------------- | ----------------- |
| Australia         | 12                |
| Paesi Bassi       | 1                 |
| Regno Unito       | 5                 |
| Stati Uniti       | 6                 |

## Cover
- Johnny Cash, nell'album Badlands: A Tribute to Bruce Springsteen's Nebraska del 2000
- Harry Manx, nell'album In God we Trust del 2007
- John Mayer, nell'album Battle Studies del 2009
- Barry Gibb, in una data del suo Mythology Tour, come ringraziamento allo stesso Springsteen; questi infatti poco tempo prima aveva eseguito in una data di un suo tour un'emozionante versione di Stayin' Alive.
- Amy Macdonald nel 2007 per l'album Under Star.
- Chromatics, nell'EP In the City del 2010
- AWOLNATION nel 2015 per la colonna sonora di "Cinquanta Sfumature di Grigio"